# I-League 2014-2015
L'I-League 2014-2015 (nota come AirTel I-League per motivi di sponsorizzazione) è stata l'ottava edizione della I-League, il campionato professionistico indiano calcio club, sin dalla sua istituzione nel 2007. La stagione inizia il 17 gennaio 2015.

## Squadre
| Squadra         | Luogo                | Stadio                                |
| --------------- | -------------------- | ------------------------------------- |
| Bengaluru       | Bangalore, Karnataka | Sree Kanteerava Stadium               |
| Bharat          | Pune                 | Shree Shiv Chhatrapati Sports Complex |
| Dempo           | Panjim, Goa          | -                                     |
| East Bengal     | Kolkata, West Bengal | Salt Lake Stadium                     |
| Mohun Bagan     | Kolkata, West Bengal | Salt Lake Stadium                     |
| Mumbai          | Mumbai, Maharashtra  | Cooperage Ground                      |
| Pune            | Pune, Maharashtra    | Balewadi Sports Complex               |
| Royal Wahingdoh | Shillong             | Jawaharlal Nehru Stadium              |
| Salgaocar       | Vasco da Gama, Goa   | Tilak Maidan Stadium                  |
| Shillong Lajong | Shillong, Meghalaya  | Nehru Stadium                         |
| Goa             | Goa                  | -                                     |

## Classifica
|                  | Pos. | Squadra         | Pt | G  | V  | N  | P  | GF | GS | DR  |
| ---------------- | ---- | --------------- | -- | -- | -- | -- | -- | -- | -- | --- |
| India (bandiera) | 1.   | Mohun Bagan     | 39 | 20 | 11 | 6  | 3  | 33 | 16 | +17 |
|                  | 2.   | Bengaluru       | 37 | 20 | 10 | 7  | 3  | 35 | 19 | +16 |
|                  | 3.   | Royal Wahingdoh | 30 | 20 | 8  | 5  | 6  | 27 | 27 | 0   |
|                  | 4.   | East Bengal     | 29 | 20 | 8  | 5  | 7  | 30 | 28 | +2  |
|                  | 5.   | Pune            | 29 | 20 | 8  | 5  | 7  | 24 | 26 | -2  |
|                  | 6.   | Salgaocar       | 24 | 20 | 7  | 3  | 10 | 25 | 27 | -2  |
|                  | 7.   | Mumbai          | 24 | 20 | 5  | 9  | 6  | 22 | 27 | -5  |
|                  | 8.   | Goa             | 23 | 20 | 5  | 8  | 7  | 22 | 27 | -5  |
|                  | 9.   | Shillong Lajong | 23 | 20 | 6  | 5  | 9  | 34 | 29 | +5  |
|                  | 10.  | Dempo           | 19 | 20 | 3  | 10 | 7  | 15 | 26 | -11 |
|                  | 11.  | Bharat          | 18 | 20 | 4  | 6  | 10 | 13 | 28 | -15 |

Legenda:

      Campione I-League e ammessa alle qualificazioni di AFC Champions League 2016.

      Ammessa ai play-off di AFC Champions League 2016.

      Retrocessa in I-League 2nd Division.